# Баллард (округ, Кентуккі)
Шаблон:StateAbbr_ 37°04′ пн. ш. 89°00′ зх. д. / 37.06° пн. ш. 89° зх. д.
Округ  Баллард (англ. Ballard County) — округ (графство) у штаті  Кентуккі, США. Ідентифікатор округу 21007.

## Історія
Округ утворений 1842 року.

## Демографія
За даними перепису 
2000 року 
загальне населення округу становило 8286 осіб, усе сільське.
Серед мешканців округу чоловіків було 4091, а жінок — 4195. В окрузі було 3395 домогосподарств, 2415 родин, які мешкали в 3837 будинках.
Середній розмір родини становив 2,85.
Віковий розподіл населення поданий у таблиці:
| Стать    | До 15 років | 15-21 | 22-29 | 30-39 | 40-49 | 50-65 | 65-85 | Понад 85 |
| -------- | ----------- | ----- | ----- | ----- | ----- | ----- | ----- | -------- |
| Чоловіки | 809         | 386   | 390   | 604   | 614   | 751   | 498   | 39       |
| Жінки    | 767         | 317   | 372   | 542   | 637   | 753   | 682   | 125      |

## Суміжні округи
- Пуласкі, Іллінойс — північ – через річку Огайо
- Маккракен — схід
- Карлайл — південь
- Міссісіпі, Міссурі — південний захід – через річку Міссісіпі
- Александер, Іллінойс — захід – через річку Огайо

## Виноски
1. ↑  U.S. Decennial Census. United States Census Bureau. Архів оригіналу за 26 квітня 2015. Процитовано 12 серпня 2014.
2. ↑  Historical Census Browser. University of Virginia Library. Архів оригіналу за 11 серпня 2012. Процитовано 12 серпня 2014.
3. ↑  Population of Counties by Decennial Census: 1900 to 1990. United States Census Bureau. Архів оригіналу за 13 жовтня 2014. Процитовано 12 серпня 2014.
4. ↑  Census 2000 PHC-T-4. Ranking Tables for Counties: 1990 and 2000 (PDF). United States Census Bureau. Архів оригіналу (PDF) за 18 грудня 2014. Процитовано 12 серпня 2014.
5. ↑  State & County QuickFacts. United States Census Bureau. Архів оригіналу за 6 липня 2011. Процитовано 5 березня 2014. [Архівовано 2011-06-06 у Wayback Machine.](англ.) Наведено за англійською вікіпедією.
6. ↑  American FactFinder. Бюро перепису населення США. Архів оригіналу за 26 лютого 2012. Процитовано 31 січня 2008. [Архівовано 2008-05-21 у Wayback Machine.]

| США | Це незавершена стаття з географії США. Ви можете допомогти проєкту, виправивши або дописавши її. |